# 50th Birthday Celebration Volume Nine: The Classic Guide to Strategy Volume Three
 (novembre 2023).
50th Birthday Celebration Volume Nine: The Classic Guide to Strategy Volume Three est un album de John Zorn qui joue en solo au saxophone alto. Cet album fait partie de la série 50th Birthday Celebration enregistrée au Tonic en septembre 2003 à l'occasion des 50 ans de John Zorn.

## Titres
| 1.    | The Fire Book: One   | 16:00 |
| 2.    | The Fire Book: Two   | 8:12  |
| 3.    | The Fire Book: Three | 3:28  |
| 4.    | The Fire Book: Four  | 8:43  |
| 5.    | The Fire Book: Five  | 7:19  |
| 43:42 |                      |       |

## Personnel
- John Zorn - saxophone alto